# Calabozo (paroisse civile)
Pour les articles homonymes, voir Calabozo.
Calabozo est l'une des quatre paroisses civiles de la municipalité de Sebastián Francisco de Miranda dans l'État de Guárico au Venezuela. Sa capitale  est Calabozo, chef-lieu de la municipalité.

## Géographie

### Démographie
Hormis sa capitale Calabozo, chef-lieu de la municipalité lui-même divisé en plusieurs quartiers, la paroisse civile comporte plusieurs localités, dont :
- Calabozo
  - Andrés Eloy Blanco
  - Bello Horizonte
  - Campo Allegre
  - Carutico
  - Carutal Afuera
  - Casco central (le « centre »)
  - Dinamitas
  - El Mangal
  - El Mereyal
  - El Perro
  - Guaicaipuro
  - José Antonio Páez
  - La Matica
  - La Pedrera
  - Las Flores
  - Las Lomitas
  - Los Indios
  - Los Patos
  - Luisa Cáceres de Arismendi
  - Misión Abajo
  - Misión Arriba
  - Negro Primero
  - Nicolás Hurtardo Barrios
  - Paso del Orituco
  - Primero de Febrero
  - Primero de Mayo
  - Reubicación
  - Ricardo Montilla
  - San José
  - Santa Bárbara
  - Urbanización Los Pinos
  - Urbanización Luis Beltrán Prieto Figueroa
  - Veritas
  - Vicario
  - Zona Industrial San Marcos
- Corozo Pando
- La Colmena
- Las Barbas
- Lecherito II
- Lecherito V
- Los Andreseros
- Los Blancos de San Pedro
- Médano del Burro
- Palo Seco
- Paso El Caballo
- Píritu
- Santa María de Tiznados
- Uverito